# 彼得·哈丁
彼得·哈丁（英語：Peter Harding，1969年2月4日—），澳大利亚男子轮椅橄榄球运动员。他曾代表澳大利亚参加2000年夏季残疾人奥林匹克运动会轮椅橄榄球比赛，获得一枚银牌。